# Stizorhina
 Stizorhina és un gènere d'aus de la família dels túrdids (Turdidae). Són aus insectívores de mida mitjana que habiten les selves africanes de planura. De vegades s'han col·locat al gènere Neocossyphus.

## Llistat d'espècies
En algunes classificacions, com ara Clements 6th edition (2009 revisions) les espècies d'aquest gènere s'inclouen al gènere Neocossyphus.
En la classificació del IOC (versió 2.4, 2010) hom distingeix dues espècies al gènere Stizorhina:
- Stizorhina fraseri - tord mosquiter de Fraser.
- Stizorhina finschi - tord mosquiter de Finsch.